# Campeonato Brasileiro de Hóquei Sub-20
O Campeonato Brasileiro de Hóquei Sub-20 é a principal competição jovem de hóquei em patins disputada no Brasil. É organizada pela Confederação Brasileira de Hóquei e Patinação (CBHP) anualmente, e é disputada durante uma semana, numa cidade brasileira.
No ano de 2012 a competição vai estar sediada em Fortaleza, estado do Ceará, pela equipa Fortaleza Esporte Clube, realizando-se de 18 a 22 de setembro.
O atual Campeão Sub-20 é o Sertãozinho Hóquei Clube.

## Participantes 2011
- Sertãozinho Hóquei Clube
- Esporte Clube Corrêas
- Clube Internacional de Regatas
- Fortaleza Esporte Clube

## Campeonato Sub-20
| Ano  | Campeão                            | Vice-campeão          | 3º lugar                       | 4º lugar                | Comentários |
| ---- | ---------------------------------- | --------------------- | ------------------------------ | ----------------------- | ----------- |
| 2011 | Sertãozinho Hóquei Clube           | Esporte Clube Corrêas | Clube Internacional de Regatas | Fortaleza Esporte Clube |             |
| 2010 | Sport Club do Recife               |                       |                                |                         |             |
| 2009 |                                    |                       |                                |                         |             |
| 2008 |                                    |                       |                                |                         |             |
| 2007 | Sport Club do Recife               |                       |                                |                         |             |
| 2006 | Sport Club do Recife               |                       |                                |                         |             |
| 2005 | Sport Club do Recife               |                       |                                |                         |             |
| 2004 | Sport Club do Recife               |                       |                                |                         |             |
| 2003 | Sport Club do Recife               |                       |                                |                         |             |
| 2002 | Sport Club do Recife               |                       |                                |                         |             |
| 2001 | Sport Club do Recife               |                       |                                |                         |             |
| 2000 | Sport Club do Recife               |                       |                                |                         |             |
| 1999 |                                    |                       |                                |                         |             |
| 1998 |                                    |                       |                                |                         |             |
| 1997 |                                    |                       |                                |                         |             |
| 1996 |                                    |                       |                                |                         |             |
| 1995 |                                    |                       |                                |                         |             |
| 1994 |                                    |                       |                                |                         |             |
| 1993 |                                    |                       |                                |                         |             |
| 1992 |                                    |                       |                                |                         |             |
| 1991 | Sertãozinho Hóquei Clube           |                       |                                |                         |             |
| 1990 | Sertãozinho Hóquei Clube           |                       |                                |                         |             |
| 1989 | Sertãozinho Hóquei Clube           |                       |                                |                         |             |
| 1988 |                                    |                       |                                |                         |             |
| 1987 |                                    |                       |                                |                         |             |
| 1986 | Associação Portuguesa de Desportos |                       |                                |                         |             |
| 1985 | Clube Internacional de Regatas     |                       |                                |                         |             |
| 1984 | Clube Português do Recife          |                       |                                |                         |             |
| 1983 | Clube Português do Recife          |                       |                                |                         |             |
| 1982 |                                    |                       |                                |                         |             |
| 1981 | Sport Club do Recife               |                       |                                |                         |             |
| 1980 | Sport Club do Recife               |                       |                                |                         |             |
| 1979 | Sport Club do Recife               |                       |                                |                         |             |

## Títulos por clube
| Equipe                             | Títulos confirmados | Último título |
| ---------------------------------- | ------------------- | ------------- |
| Sport Club do Recife               | 12                  | 2010          |
| Sertãozinho Hóquei Clube           | 4                   | 2011          |
| Associação Portuguesa de Desportos | 2                   | 1986          |
| Clube Português do Recife          | 2                   | 1984          |
| Clube Internacional de Regatas     | 1                   | 1985          |